# Dacrycarpus steupii
Dacrycarpus steupii — вид хвойних рослин родини подокарпових.
Видовий епітет вшановує нідерландського лісничого Стеупа, який збирав зразки рослин на Сулавесі у 1930-х.

## Опис
Дерева до 35 м, діаметр до 100 см. Зовнішній кора чорного або коричневого кольору, з сивиною, сильно лущиться на дрібні пластівці або тонкими смужками. Внутрішня кора коричнева, червонувато-коричнева або рожева. Заболонь жовтувато-коричнева або світло-кремова. Серцевина темно-коричнева, світло-коричнева, оранжево-жовта або жовтувато-коричнева. Листя жовто-зелене. Насіння блідо-сіро-блакитне, кулясте, 5-6 на 4,5-5 мм.

## Поширення, екологія
Країни поширення: Індонезія (Калімантан, Папуа, Сулавесі); Папуа Нова Гвінея; Філіппіни. Вид поширений у вологих лісових і субальпійських чагарниках від гірських до альпійських зон. Залежно від типу рослинності це чагарник або дерево; найбільшого росту досягає в охоронних ярах у верхньогірських лісах. Висотний діапазон становить від 860 м до 3470 м над рівнем моря.

## Використання
Великі дерева, безсумнівно, вирубуються разом з іншими подокарповими і можуть бути корисними для будівництва будинків і виготовлення меблів.

## Загрози та охорона
Загрозами є вирубки дерев. На Філіппінах цей вид присутній в англ. Mt. Data National Park.